# Music Is My Radar
«Music Is My Radar» — сингл британской альтернативной рок-группы Blur. «Music Is My Radar» является неальбомным синглом, изданным в поддержку сборника лучших хитов группы Blur: The Best Of. Первоначальный вариант песни был записан ещё в 1992 году, но он никогда не входил ни в один студийный альбом. Клип на эту песню не был включен в DVD/VHS—версию сборника и остается единственным клипом Blur, который не был выпущен на коммерческой основе. Кроме того, на сборнике были предоставлены тексты всех песен, за исключением «Music Is My Radar». Это произошло потому, что первоначально в качестве сингла был запланирован би-сайд «Black Book».
Эта песня примечательна тем, что это последняя студийная запись с гитаристом Грэмом Коксоном, после которой он покинул группу. Сингл-версия «Music is My Radar» (4:21) короче версии, представленной на Blur: The Best Of (5:21).

## Музыкальное видео
В клипе участники группы сидят на диване в ток-шоу и смотрят на танцоров. Официально видео не транслировалось в течение девяти лет. В конце 2009 года клип транслировался на британском канале NME TV, а 18 июля 2011 года клип был показан на канале Q ТВ в рамках телевизионной передачи «Damon Albarn The Greatest?». В настоящее время видео транслируется на канале MTV Rocks и доступно на видео-сайте Vevo. Также участники группы подтвердили, что видеоклип будет включен в бокс-сет «Blur 21».

## Список композиций
- CD1

1. «Music Is My Radar» (radio edit) — 4:21
2. «Black Book» — 8:30
3. «Headist» / «Into Another» (live) — 3:45

- CD2

1. «Music Is My Radar» (radio edit)
2. «7 Days» (live)
3. «She’s So High» (live)

- Компакт-кассета

1. «Music Is My Radar» (radio edit)
2. «Black Book»
3. «She’s So High» (live)

- Грампластинка

1. «Music Is My Radar» (album version) — 5:29
2. «Black Book»

- CD (Европа и Япония)

1. «Music Is My Radar» (radio edit)
2. «Black Book»
3. «7 days» (live)
4. «She’s So High» (live)

## Позиции в чартах
| Чарт (2000)                       | Высшая позиция |
| --------------------------------- | -------------- |
| Великобритания — UK Singles Chart | 10             |